# Castell de planta en Z

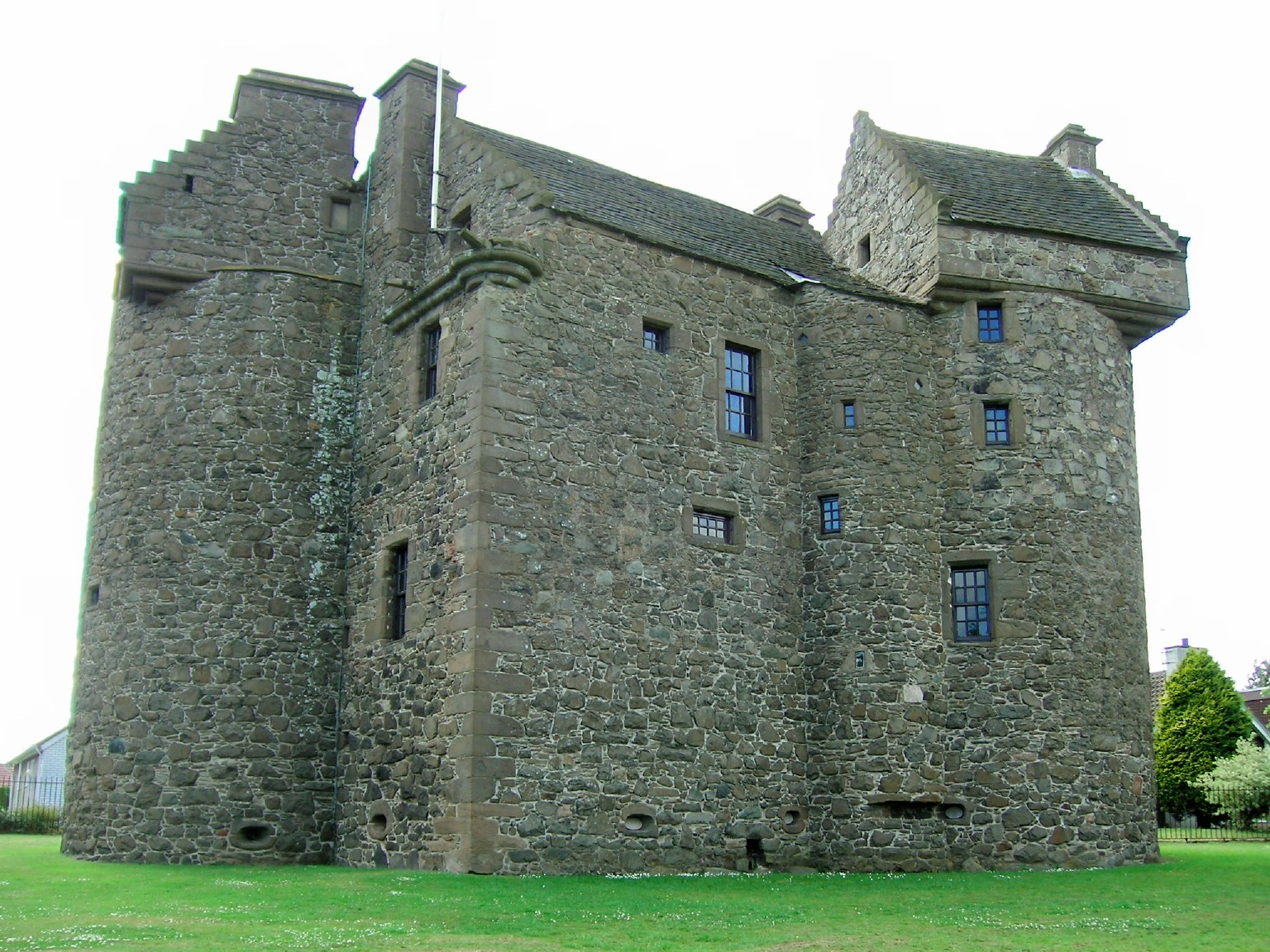
El castell de Claypotts, Escòcia.

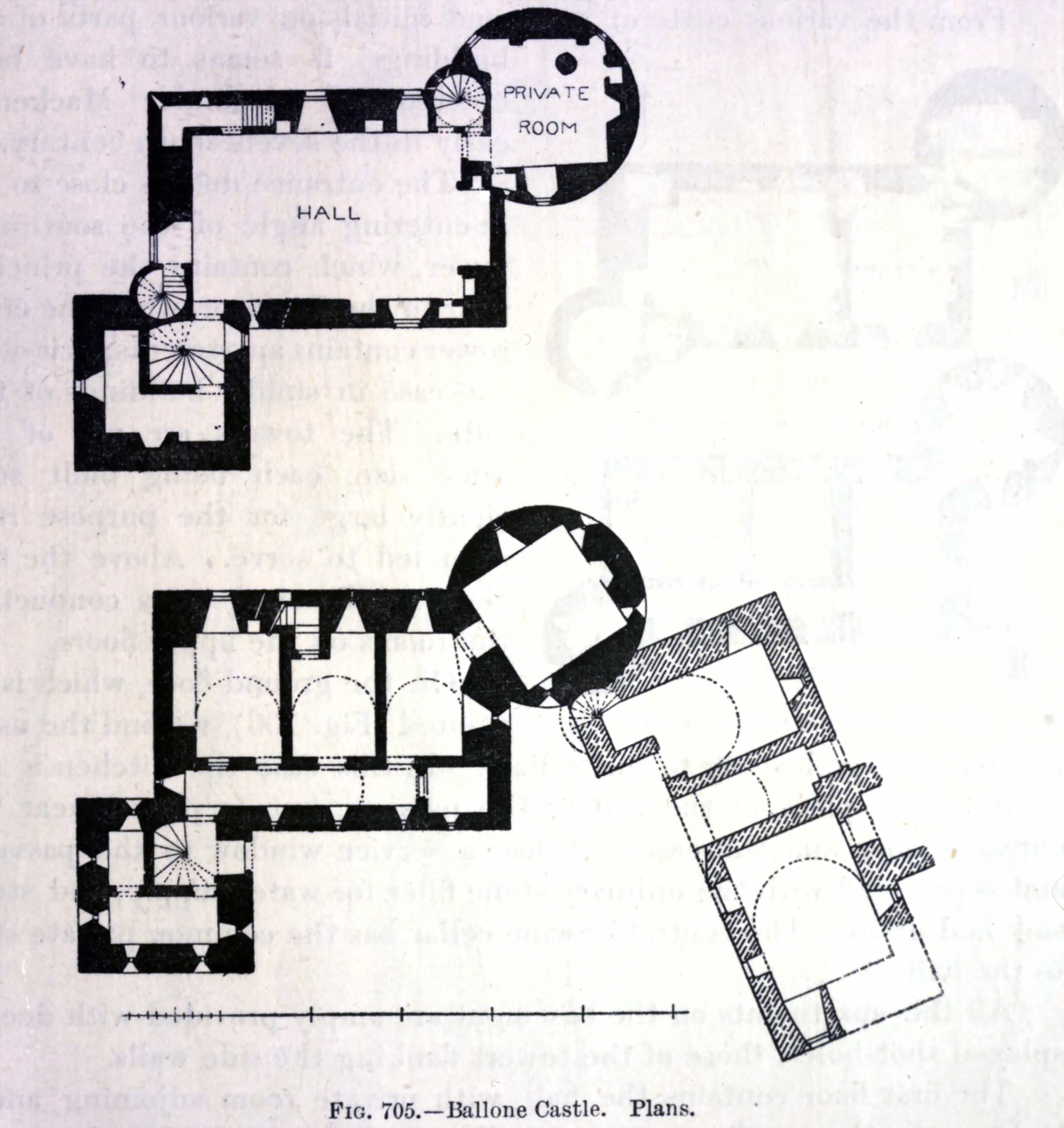
El castell de Ballone, a Escòcia

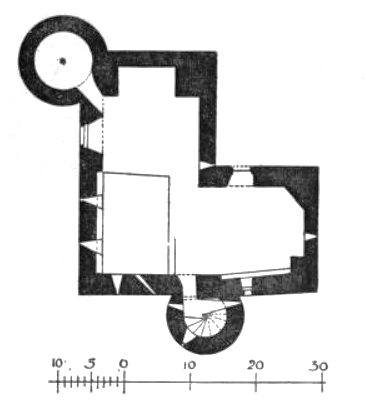
El castell de Corse, a Escòcia, és una combinació inusual de torre de planta en L amb el castell de planta en Z.

El castell de planta en Z és una fortificació amb planta en forma de Z. Consisteix en un edifici central, normalment de planta rectangular, amb torres, diagonalment oposades, en els seus extrems.
Construïdes entre els segles XV i XVII, sobretot a Escòcia i Anglaterra, com a adaptació a l'ús de les armes de foc, constituïen un desenvolupament de la típica torre de planta en L, la qual, al seu torn, suposava una millor defensa que el simple casa-torre (o casa-forta) més tradicional, de planta quadricular o rectangular (la principal defensa de la qual consistia en un cadafal, normalment de fusta i, per tant, fàcil de cremar pels atacants).

## Exemples
- Castell de Ballone, del segle xvi, a les Terres Altes d'Escòcia[5]
- Castell de Claypotts, del segle xvi, a Dundee[6]
- Castell de Colliston, del segle xvi, prop d'Arbroath[7]
- Castell d'Edinample, a Stirling[8]
- Castell de Finlarig, del segle xvii, a Stirling[9]
- Castell de Fraser, del segle xv, a Aberdeenshire[10]
- Castell de Glenbuchat, del segle xvi, a Aberdeenshire[11]
- Castell de Hatton, del segle xvi, a Angus[12]
- Castell Menzies, del segle xvi,[13]